# Чорне море 213
Чорне море 213 (англ. Black Sea 213) — американський бойовик 1998 року.

## Сюжет
Фотограф Гейб його асистентка Енні, і їх бос наймають корабель для проведення фотосесії у відкритому морі. Але Гейб не підозрює, що його друг виявився зрадником і заманив його в пастку, а моделі, залучені в зйомках, насправді спеціалізуються на контрабанді зброї. Дін хоче продати нелегальний вантаж екіпажу південноафриканського підводного човна. Але незабаром все починає йти не за планом.

## У ролях
| Актор              | Роль           |
| ------------------ | -------------- |
| Тімоті Боттомс     | Дін            |
| Ентоні Аддаббо     | Гейб           |
| Жаклін Ловелл      | Урсула         |
| Брайон Джеймс      | капітан Кіллік |
| Віра Сотникова     | Белла          |
| Олена Затолокіна   | Сілесіо        |
| Ірина Григор'єва   | Ісла           |
| Анна Дубровська    | Енні           |
| Олена Леандрус     | Твін           |
| Анфіса Ніжинська   | Твін           |
| Настасія Віленська | Летиція        |
| Рубі Зак           | Паша           |
| Валерій Деркач     | охоронець      |
| Вероніка Ізотова   | Мадам          |
| Олександр Князєв   | матрос         |
| Олександр Шинаев   | матрос         |
| Володимир Палічаєв | матрос         |
| Дженніфер Сісар    | озвучка        |